# Назви своє ім'я
«Назви своє ім'я» (англ. Spell your name) — повнометражний документальний фільм режисера Сергія Буковського. Фільм зроблено в українського-американській копродукції, компанією-виробником виступила американська Фундація Shoah. Співпродюсерами стрічки виступили американський режисер єврейського походження Стівен Спілберґ та український олігарх єврейського походження Віктор Пінчук. В основі стрічки — відеосвідчення про Голокост, зібрані Фундацією Shoah в Україні.
Займає 40-у позицію у списку 100 найкращих фільмів в історії українського кіно.

## Синопсис
У фільмі люди, які вижили в 1941—1942 роках, розповідають в інтерв'ю, як їм вдалося врятуватися від неминучої загибелі.
Одна з героїнь фільму тернополянка Ірина Максимів, якій у часи тих подій було 11 років, розповідала, як її сім'я допомагала вижити євреям. Під час війни її батьки дев'ять місяців переховували в погребі власного будинку на території німецького генштабу 16 євреїв. За це їх визнали праведниками народів світу. Спогади Ірини Максимів режисери записали в 1994 році в Тернополі. У розмові з нею Спілберг зізнався, що дуже вражений благородністю її сім'ї.

## Творчий колектив
- Виконавчий продюсер: Стівен Спілберг,
- Звукооператор: Ігор Барба
- Фото: Тарас Довгич